# Коле Чафоне (Фрозиноне)
Коле Чафоне је насеље у Италији у округу Фрозиноне, региону Лацио.
Према процени из 2011. у насељу је живело 210 становника. Насеље се налази на надморској висини од 260 м.